# Lobulo polmonare
Il lobulo polmonare secondario è la più piccola suddivisione polmonare che possa essere riconosciuta macroscopicamente (ad occhio nudo). È composto dal bronchiolo lobulare e dall'arteria lobulare (che nel polmone porta sangue povero di ossigeno), nonché dai vasi linfatici.

## Struttura

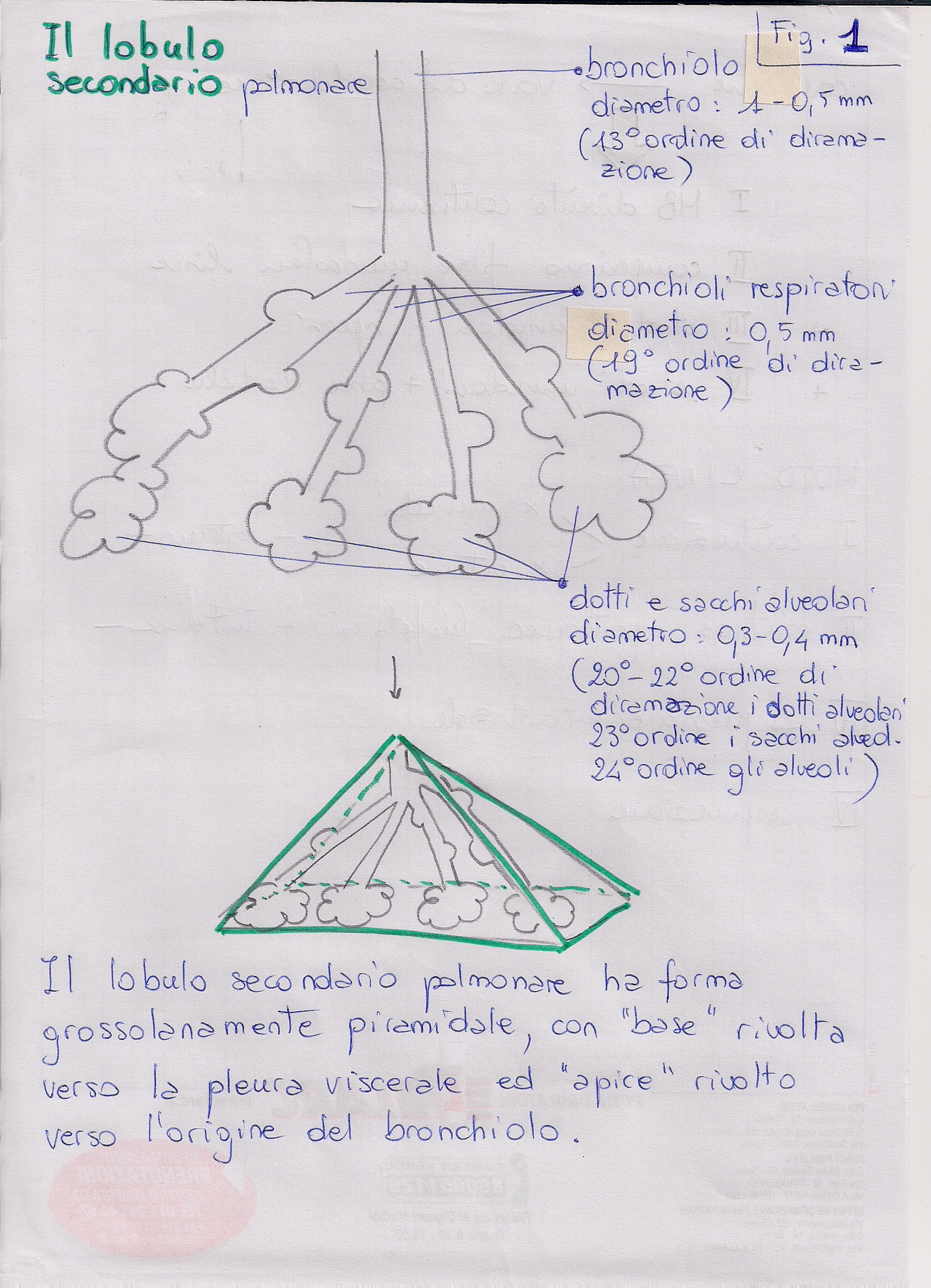
Figura 1. Principali strutture del lobulo secondario polmonare. Sono omessi per semplicità i bronchioli terminali, che partirebbero dal bronchiolo e darebbero origine ai bronchioli respiratori. Questi ultimi presentano già degli alveoli nella loro parete, per cui sono la prima struttura, in ordine di diramazione, ad esercitare funzione di scambio gassoso.

Bronchiolo lobulare, arteria lobulare e linfatici sono immersi nel connettivo intralobulare. Le vene (che portano sangue ricco di ossigeno) e una parte dei vasi linfatici decorrono in un'altra parte del lobulo secondario: quella periferica, il setto interlobulare.
La forma grossolanamente conica del lobulo secondario ha un diametro alla base di mm 15-20 (per cui è distinguibile all'esame HRCT o TC ad alta risoluzione), fondamentale per l'inquadramento nosografico di alcune alterazioni del polmone.

## Diramazioni terminali del bronchiolo
Ogni bronchiolo lobulare dà origine ai bronchioli terminali, i quali danno origine agli acini (da tre a cinque per ogni bronchiolo terminale).
Ne consegue che il lobulo polmonare secondario:
- risulta costituito da un bronchiolo, da tre-cinque bronchioli terminali e da dieci - quindici acini;
- ha forma grossolanamente piramidale, con la "base" della piramide rivolta verso la pleura e il "vertice" rivolto verso le strutture a monte.

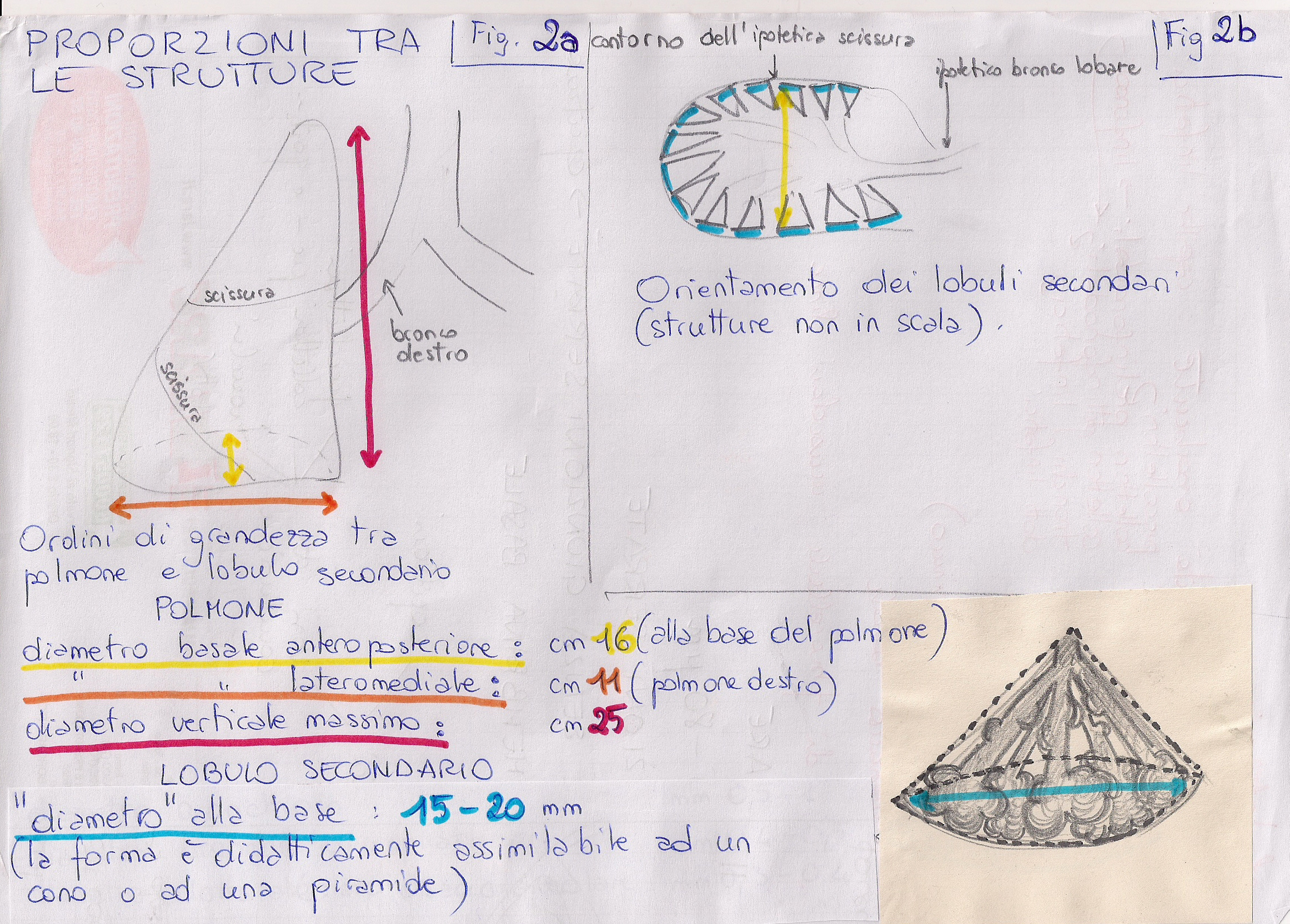
Figura 2a. Raffronto dimensionale tra il polmone e il lobulo secondario.Figura 2b. Orientamento dei lobuli secondari rispetto al foglietto viscerale della pleura. Strutture non in scala.

## Altre strutture
Nel lobulo polmonare secondario sono comprese didatticamente altre strutture: l'acino ed il lobulo polmonare primario. Entrambe indistinguibili ad occhio nudo, sono costituite dalle seguenti strutture:
- Il lobulo polmonare primario dal bronchiolo terminale e dalle diramazioni a valle (dotti alveolari, sacchi alveolari, alveoli).
- L'acino, dal bronchiolo respiratorio (dotato di alcune sacche alveolari) (non mostrato nelle figure 1, 2a e 2b) e da tutte le sue diramazioni a valle (dal bronchiolo respiratorio in giù). Può considerarsi l'unità più piccola del polmone visualizzabile radiologicamente (ha un diametro di mm 5-7).

## Il concetto di "zona" e "lobo"
Centinaia di lobuli secondari costituiscono una "zona" (o segmento). A loro volta, da due a cinque zone insieme costituiscono un "lobo" polmonare. Vi sono tre lobi per il polmone destro e due per quello sinistro.
I lobi sono indipendenti tra loro sia dal punto di vista anatomico che funzionale; allo stesso modo le zone. Dal punto di vista chirurgico, questo consente di risparmiare quote non indifferenti di parenchima polmonare, ad esempio nell'asportazione di tumori.
Il polmone destro ha tre lobi e dieci zone:
- Il lobo superiore, con le zone apicale, posteriore ed anteriore.
- Il lobo medio con le zone laterale e mediale.
- Il lobo inferiore con le zone superiore, basale interna, basale anteriore, basale esterna e basale posteriore.

Il polmone sinistro ha due lobi e dieci zone:
- Il lobo superiore, con le zone apicale, posteriore, anteriore, lingulare superiore e lingulare inferiore.
- Il lobo inferiore, con le zone superiore, basale interna, basale anteriore, basale esterna, basale posteriore.